# Francisco Pérez Mateos

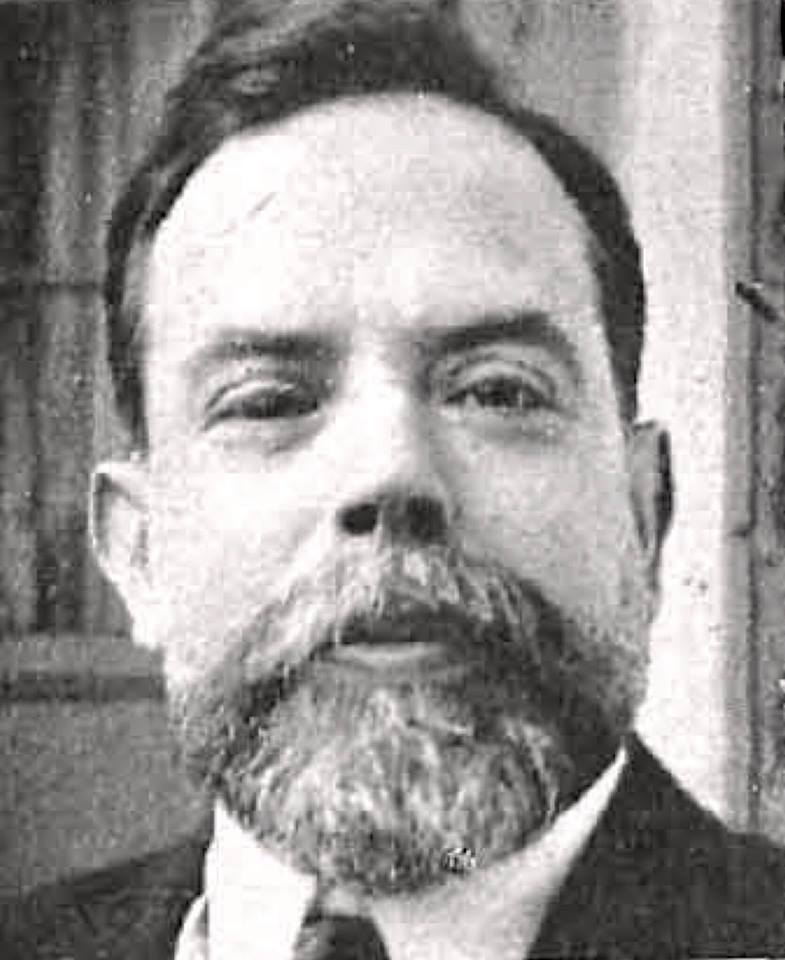
Retrato de Francisco Pérez Mateos

Francisco Pérez Mateos (1872-1927) fue un periodista y escritor español, que usó el seudónimo «León Roch».

## Biografía
Nació en 1872 en la localidad gaditana de Grazalema. Pérez Mateos, que hizo uso del seudónimo «León Roch», estudió en el Instituto de Jerez y en el de Cádiz. Dirigió La Provincia Gaditana y El Cocinero (1895). Se instaló en Madrid en 1899 y entró de redactor en el periódico La Época, donde fue secretario. En el campo literario publicó escritos de viajes, cuentos y crónicas. Falleció en abril de 1927.